# بازاریابی آشناسازی
بازاریابی آشناسازی یا افلیت مارکتینگ (به انگلیسی: Affiliate marketing) یک روش بازاریابی است که در آن کسب‌وکار به یک یا چند نفر که بازدیدکننده یا مشتریانی را به کسب‌وکار ارجاع داده‌اند، پاداش می‌دهد. برای مثال سایت‌ها برای ارجاع بازدیدکنندگان جدید یا خریداران جدید هدیه یا مبلغی را به شخصی که معرفی را انجام داده پرداخت می‌کنند. این صنعت چهار بازیگر اصلی دارد: کالا، شبکه، ناشر و مشتری.
بازاریابی آشناسازی نوعی از بازاریابی است که محصولات و خدمات دیگران را در قبال دریافت کمیسیون برای فروش یا ارائه خدمات در سایت، وبلاگ یا از طریق لینک‌های که در اختیار شما قرار داده می‌شود، به صورت آنلاین به کاربران دیگر معرفی کنید.
به‌طور خلاصه می‌توان گفت بازاریابی آشناسازی، یعنی بازاریابی و معرفی کالا یا خدمات دیگران به منظور فروش کالا یا خدمات آن‌ها و استفاده مشترک از سود به دست آمده بر اساس توافق انجام شده.
افلیت مارکتینیگ چیست؟
به نوعی بازاریابی پورسانتی برای افزایش فروش کالا در سایتی که افلیت سیستم را دارد؛ که به چند مدل از جمله کد HTML و بنر که بعضی سایت‌ها و کانال‌ها در سایت و کانال خود قرار می‌دهند یا گرفتن لینک URL و قرار دادن در مکان مناسب در اینترنت می‌گویند که هر بازاریاب یک کد مخصوص خود را دارد و هرکس از آن لینک یا بنر استفاده کند و باعث فروش محصول از سایت که افلیت را پشتیبانی می‌کند باعث کسب درآمد می‌شود.